# Bangó Mónika
Bangó Mónika (Szombathely, 1973. január 26. –) válogatott labdarúgó, hátvéd.

## Pályafutása

### A válogatottban
2005 és 2006 között kilenc alkalommal szerepelt a válogatottban. 

## Sikerei, díjai
- Magyar bajnokság
  - bajnok: 2004–05
  - 2.: 2005–06
- NB II
  - bajnok: 2001–02

## Statisztika

### Mérkőzései a válogatottban
| Magyarország | Magyarország         | Magyarország             | Magyarország  | Magyarország | Magyarország  | Magyarország | Magyarország | Magyarország |
| #            | Dátum                | Helyszín                 | Hazai         | Eredmény     | Vendég        | Kiírás       | Gólok        | Esemény      |
| ------------ | -------------------- | ------------------------ | ------------- | ------------ | ------------- | ------------ | ------------ | ------------ |
| 1.           | 2005. március 17.    | Tapolca                  | Magyarország  | 0 – 3        | Lengyelország | barátságos   | -            | 74'          |
| 2.           | 2005. március 19.    | Tapolca                  | Magyarország  | 0 – 4        | Lengyelország | barátságos   | -            |              |
| 3.           | 2005. április 12.    | Kisudvarnok              | Szlovákia     | 2 – 1        | Magyarország  | barátságos   | -            |              |
| 4.           | 2005. április 13.    | Győr, Integral-DAC pálya | Magyarország  | 2 – 0        | Szlovákia     | barátságos   | -            |              |
| 5.           | 2005. május 24.      | Zalaegerszeg             | Magyarország  | 2 – 0        | Szlovénia     | barátságos   | -            |              |
| 6.           | 2005. szeptember 24. | Bük                      | Magyarország  | 0 – 3        | Ausztria      | vb-selejtező | -            |              |
| 7.           | 2005. október 27.    | Tapolca                  | Magyarország  | 0 – 13       | Anglia        | vb-selejtező | -            | 59'          |
| 8.           | 2005. november 9.    | Blois                    | Franciaország | 2 – 0        | Magyarország  | vb-selejtező | -            | 59'          |
| 9.           | 2006. március 7.     | Szenc                    | Szlovákia     | 3 – 2        | Magyarország  | barátságos   | -            |              |
|              | Összesen             |                          |               | 9            | mérkőzés      |              | 0            | gól          |